# УАЗ-469

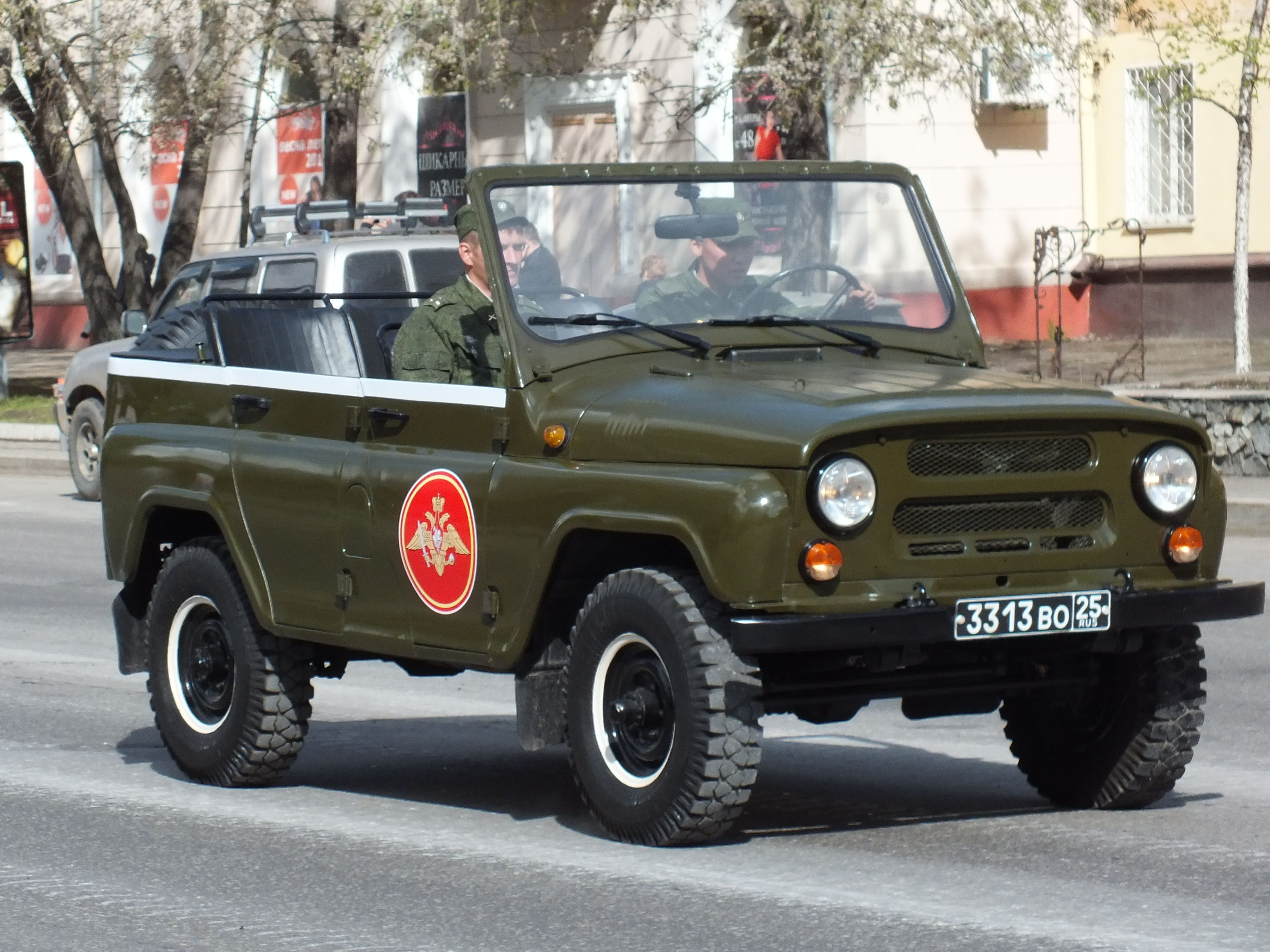
УАЗ-3151 без тента на параде, Восточный военный округ

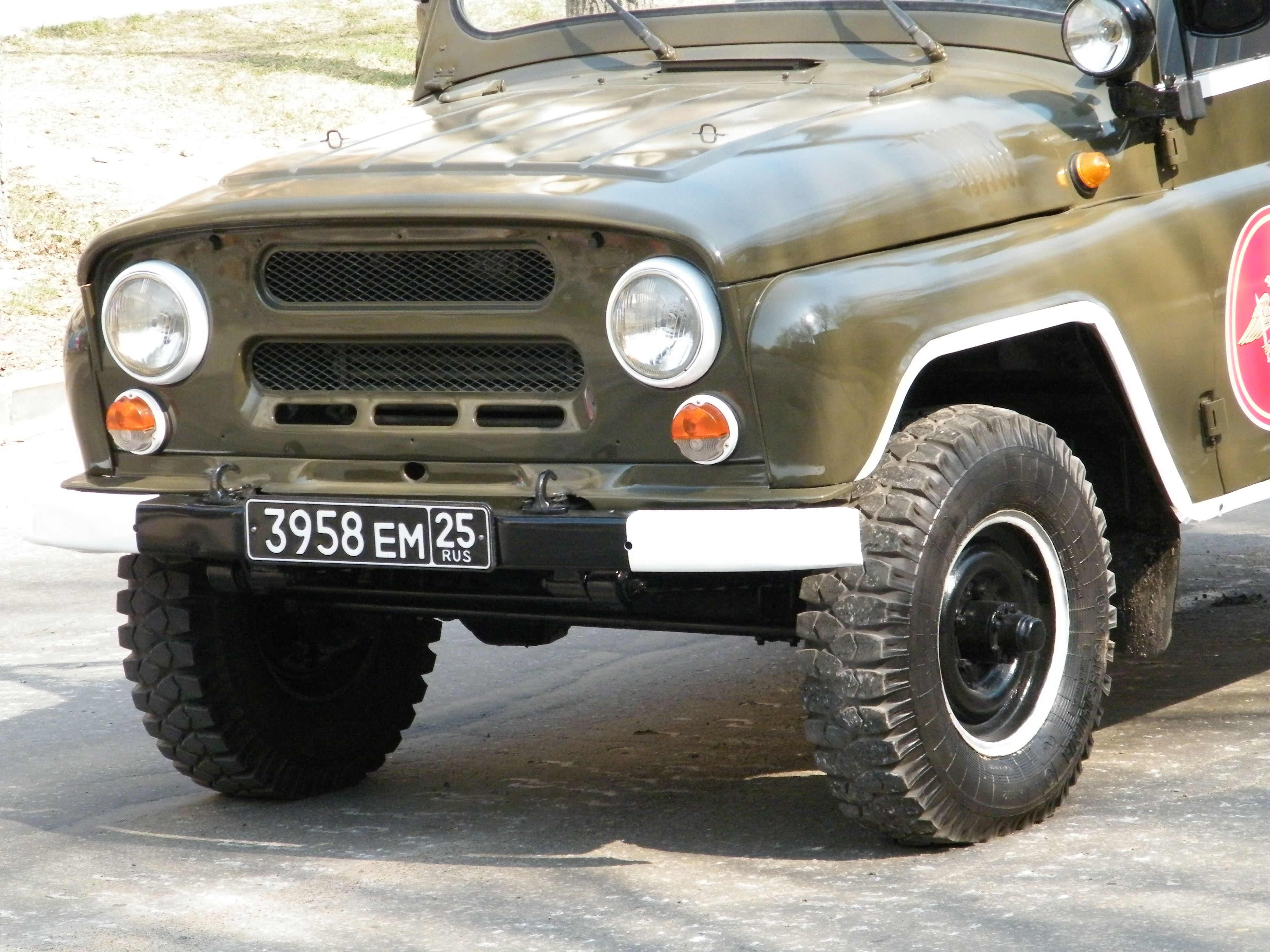
Редукторный передний мост

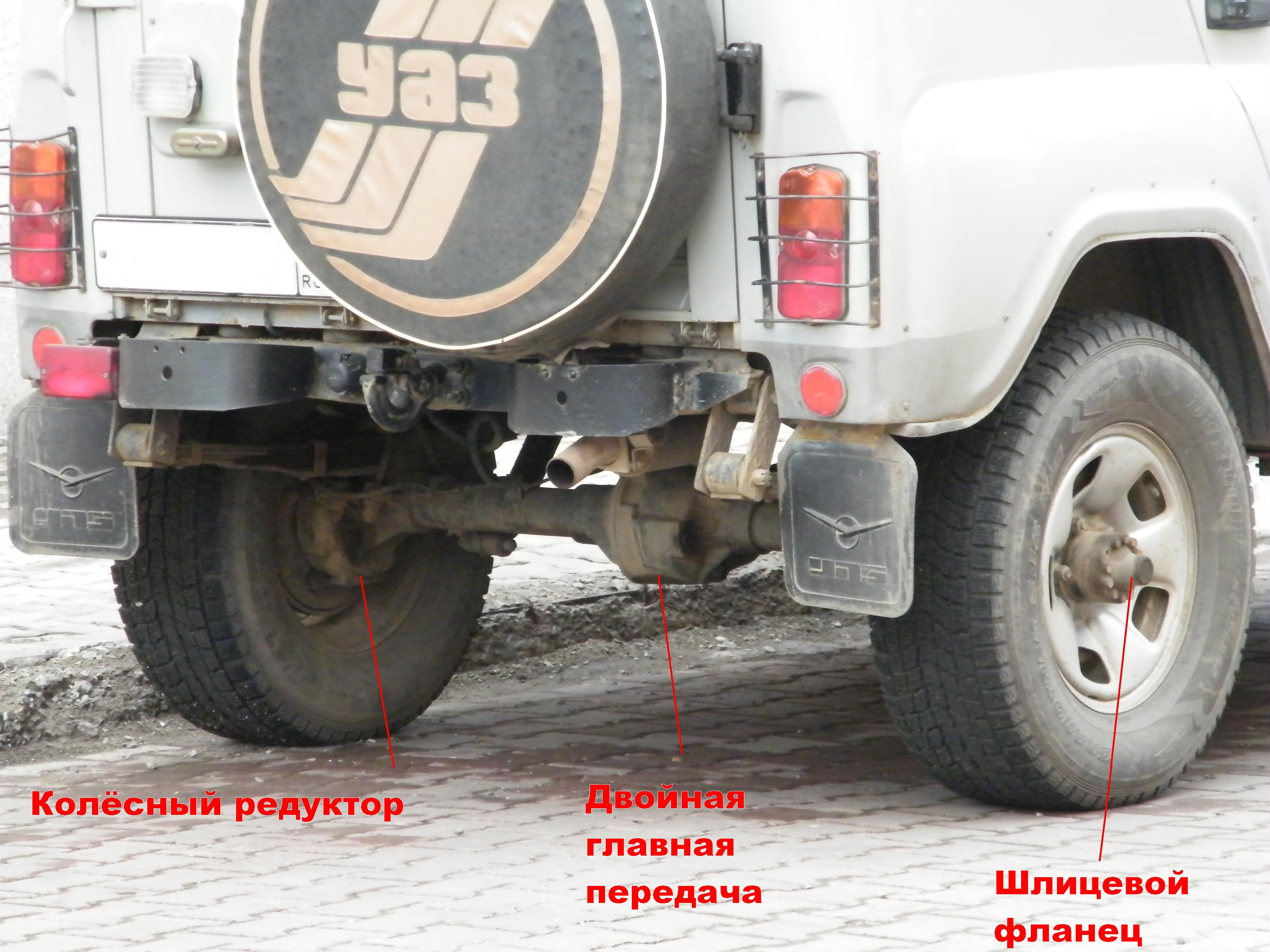
Редукторный задний мост

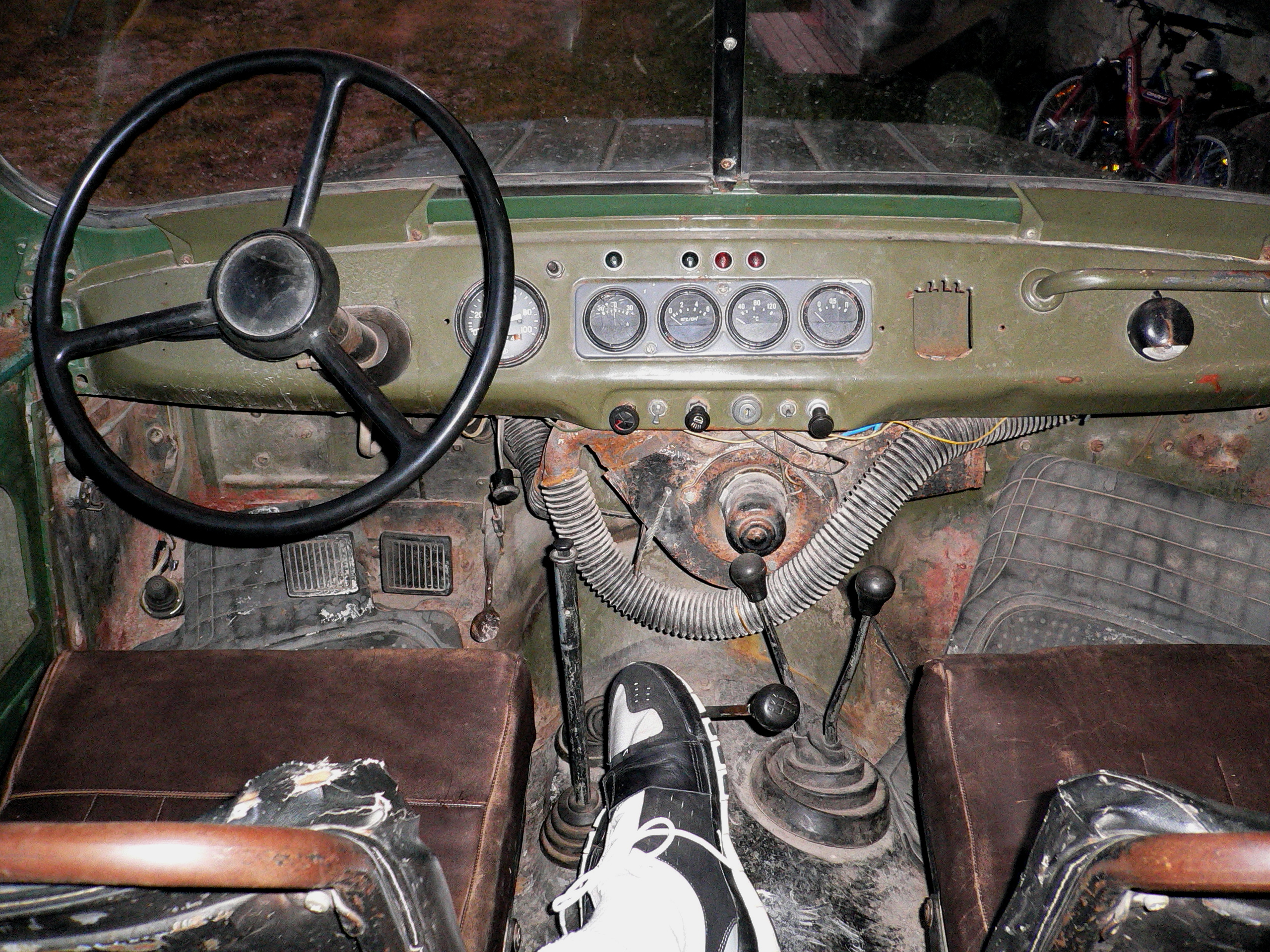
Место водителя

УАЗ-469 и УАЗ-3151 — советские и российские грузо-пассажирские автомобили повышенной проходимости (внедорожники), в первую очередь, военного предназначения, выпускавшиеся на Ульяновском автомобильном заводе.
Основной командирский автомобиль в Советской армии, а также в странах Варшавского договора, начиная с середины 1970-х годов, сменивший в этом качестве предшественника ГАЗ-69. Серийный выпуск моделей УАЗ-469 и УАЗ-469Б начат в декабре 1972 года, до этого начиная с 1964 года было произведено несколько опытно-промышленных серий.

## История
УАЗ-469 был разработан для транспортировки людей, грузов и лёгких автомобильных прицепов на всех типах дорог. Разработка автомобиля началась в 1950-х годах, в 1958 году был построен первый опытный образец под названием УАЗ-460. Автомобиль похож на американский джип — крепкий утилитарный внедорожник, но не очень удобный. Интересно, что уже в 1965 году изображения УАЗ-469 можно было встретить в советской прессе, однако до запуска машины в производство было ещё далеко.
Первые УАЗ-469 сошли с конвейера Ульяновского автозавода 15 декабря 1972 года. Они пришли на смену ГАЗ-69. В качестве агрегатной базы в значительной степени использовалась хорошо знакомая механикам тех лет, известная надёжностью и конструктивным запасом прочности «Волга» ГАЗ-21.
Под индексом УАЗ-469 машина выпускалась до 1985 года, после чего в соответствии с отраслевой системой 1966 года и получила четырёхзначный номер 3151 (номер 31512 получил автомобиль УАЗ-469Б).
В августе 1974 года три совершенно стандартных (без лебёдок и противобуксовочных цепей) автомобиля УАЗ-469 во время испытательного пробега достигли ледника на горе Эльбрус на высоте 4200 метров.
В 1985 году начат выпуск модернизированной модели УАЗ-3151 с нормализованным отраслевым индексом. Её выпуск в 2003 году был ограничен только редукторной (3151) и экспортными (31512, 31514 и 31519) версиями в связи с переходом на модернизированную модель УАЗ-315195 «Хантер» для внутреннего рынка.
В феврале 2010 года Ульяновский автомобильный завод объявил о возобновлении производства в ограниченной партии модели под названием УАЗ-469 (индекс УАЗ-315196). В конструкцию внесены изменения, повышающие комфорт (пружинная передняя подвеска, передние дисковые тормоза, гидроусилитель руля (в комплектации с металлической крышей), двигатель ЗМЗ-4091 112 л. с.), однако применяются и решения, использовавшиеся в оригинальной конструкции, претерпевшие изменения: разъёмные мосты «Тимкен», получившие поворотные кулаки от мостов «Спайсер»; металлические бамперы, дополненные пластиковыми «клыками»; откидной борт, ранее использовавшийся на УАЗ «Хантер Классик»).
Начиная с апреля в течение 2010 года была произведена ограниченная серия внедорожников под условным маркетинговым названием «469» (заводской индекс УАЗ-315196). Выпуск данной серии был приурочен к 65-летию Победы в Великой Отечественной войне и запланирован в объёме 5000 единиц.
В январе 2011 года УАЗ-469 исчез из каталога Ульяновского автозавода, исчерпав лимит в 5000 автомобилей. На его место снова вернулся УАЗ «Хантер Классик», цена которого значительно превышает цену 469-го.
В октябре 2011 года Министерство обороны Российской Федерации сообщило о намерении отказаться от дальнейших закупок УАЗ-3151 (хотя не исключили полностью возможность закупок небольших партий этих машин и в последующее время).

## Конструкция
- Кузов открытый пятиместный, со съёмным брезентовым тентом, четырёхдверный, боковые двери со съёмными металлическими остеклёнными надставками. Задний борт («пятая дверь») — для погрузки багажа, на двух откидных сиденьях сзади могут разместиться ещё два пассажира. Дуги тента съёмные, рамка ветрового стекла откидывается на капот, что облегчает маскировку и транспортировку (например, в вертолёте).
- Кузов автомобиля смонтирован на прочной и жёсткой на кручение лонжеронной раме.
- Сцепление — сухое однодисковое.
- Коробка передач — 4-ступенчатая (с синхронизаторами на 3-й и 4-й передачах). Раздаточная коробка двухступенчатая, жёстко крепится к КПП (промежуточный карданный вал отсутствует).

УАЗ-469 перевозит 7 пассажиров и 100 кг багажа или двух пассажиров и 600 кг. Автомобиль может буксировать прицеп массой 850 кг.
Для увеличения дорожного просвета до 300 мм были применены ведущие мосты с двойной главной передачей (удлинённый картер уменьшенного вертикального размера) и понижающими бортовыми редукторами (между полуосью и ступицей, пара цилиндрических шестерён с внутренним зацеплением; направление вращения полуоси и ступицы совпадает). На автомобиле УАЗ-469Б устанавливались ведущие мосты с одинарной главной передачей (сконструированы на основе мостов от ГАЗ-69), бортовые редукторы отсутствовали. Дорожный просвет у «гражданского» «УАЗика» составил 220 мм. Карданные валы на УАЗ-469Б стояли несколько увеличенной длины. Общее передаточное число ведущих мостов (как редукторного, так и безредукторного) было почти одинаковым (у редукторного — 5,38, а у безредукторного — 5,125).
Отличить «редукторный» УАЗ-469 (УАЗ-3151) от «безредукторного» УАЗ-469Б (УАЗ-31512) можно, заглянув под машину, а снаружи — на «редукторном» заднем мосту передача крутящего момента на ступицу происходит через конический «колпачок», на «безредукторном» — виден фланец полуоси.
В каждый редуктор (а их четыре) заливается по 300 мл трансмиссионного масла.
• На автомобили УАЗ-469 и УАЗ 3151 для военного предназначения ставилась резина размерностью: 215/90 R15 модели Я-192 (позднее Я-409).
• На автомобили УАЗ 469Б и УАЗ 31514 и на другие гражданские модификации ставилась резина размерностью: 215/90 R15 модели Я-245.
Ступицы переднего моста отключаемые, что позволяло незначительно снижать расход топлива на дорогах с хорошим покрытием. Водитель торцовым трубчатым ключом откручивал защитный колпак (этот же ключ применялся для регулирования подшипников ступиц), затем шестигранником на «12» подключал-отключал соединительную муфту. На автомобили с 1990-х годов устанавливались быстроотключаемые или самоблокирующиеся муфты.
В 1980 году на автомобилях поменяли наружную светотехнику. Указатели поворотов спереди и сзади получили оранжевые рассеиватели, а сбоку на капоте появились повторители указателя поворотов. В это же время в конструкцию подвески внедрили гидравлические телескопические амортизаторы вместо рычажных. С 1983 года на машине устанавливается двигатель модели 414 мощностью 77 л. с.
Год спустя в системе охлаждения появился расширительный бачок и герметичная пробка радиатора.

## УАЗ-3151
В 1985 году автомобиль был модернизирован, редукторная версия, согласно новой классификации, получила индекс 3151. На машинах появились:
- Гидравлический привод выключения сцепления;
- Карданные валы с радиально-торцовым уплотнением подшипников;
- Новые осветительные приборы (двухсекционные подфарники, задние трёхсекционные фонари ФП-132, боковые повторители);
- Омыватель лобового стекла с электрическим приводом;
- Подвесные педали сцепления и тормоза;
- Ведущие мосты повышенной надёжности с изменённым значением передаточного числа главной пары и колёсными редукторами;
- Тормозная система с двухконтурным приводом и сигнальным устройством;
- Разрезная травмобезопасная рулевая колонка;
- Более эффективный и надёжный отопитель;
- На части машин полностью синхронизированная 4-ступенчатая коробка передач, вакуумный усилитель тормозов;
- Мощность двигателя УМЗ-417 повышена до 90 л. с.;
- Максимальная скорость автомобиля возросла до 120 км/ч[источник не указан 3050 дней].

## Применение в армии и силовых структурах

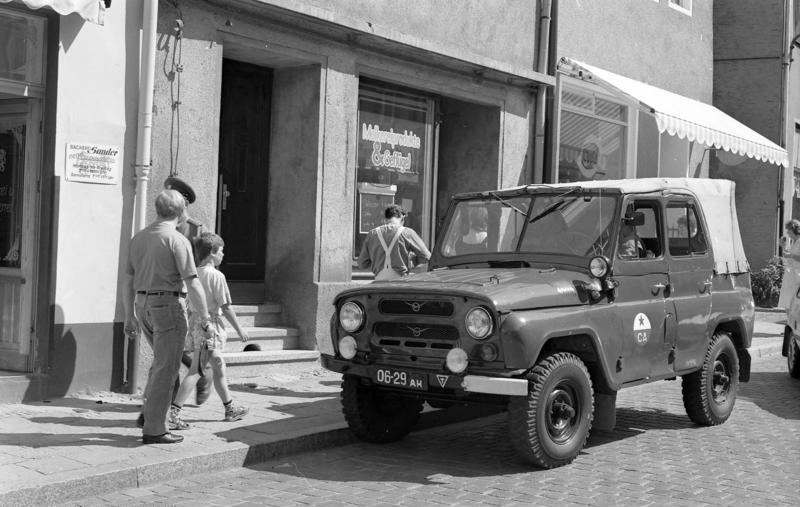
В Группе советских войск в Германии, 1991
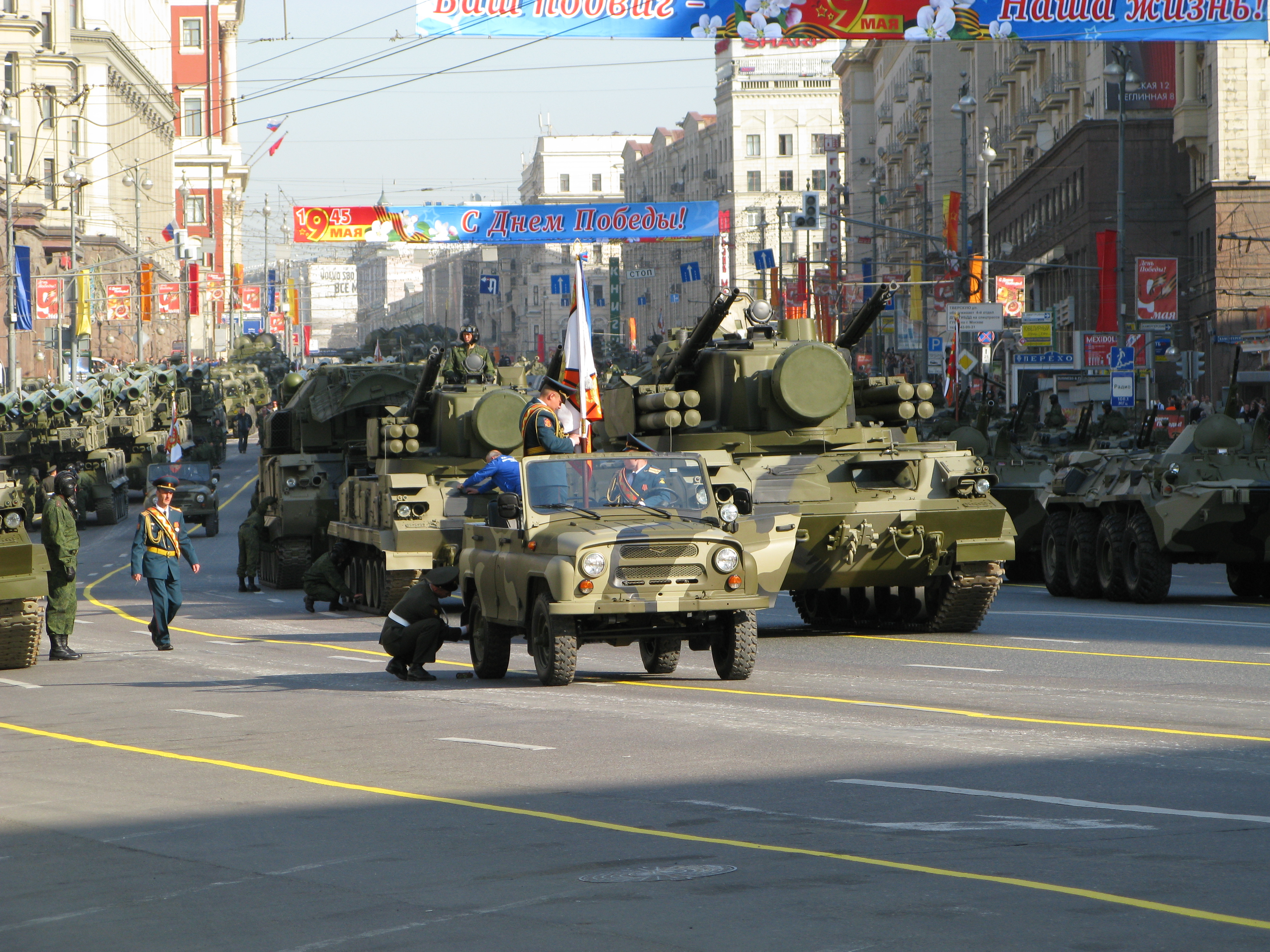
В Москве 5 мая 2008 (репетиция парада Победы)

## Модификации

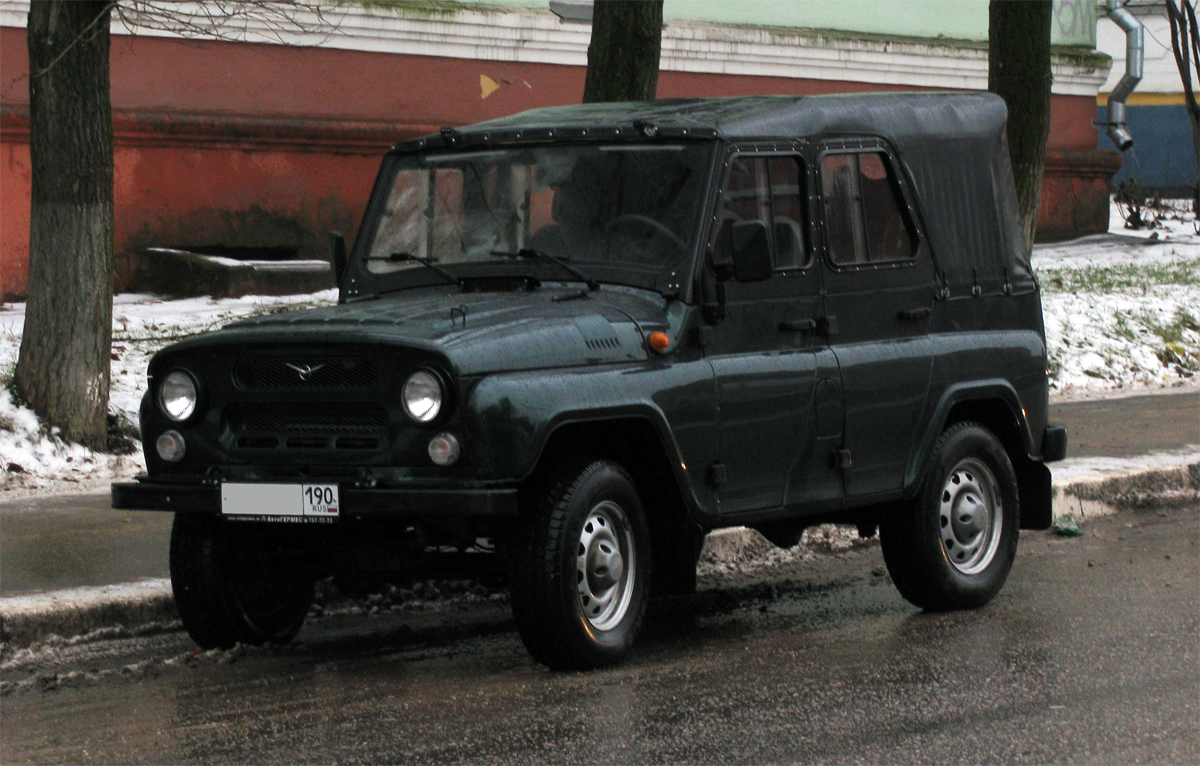
УАЗ-315196

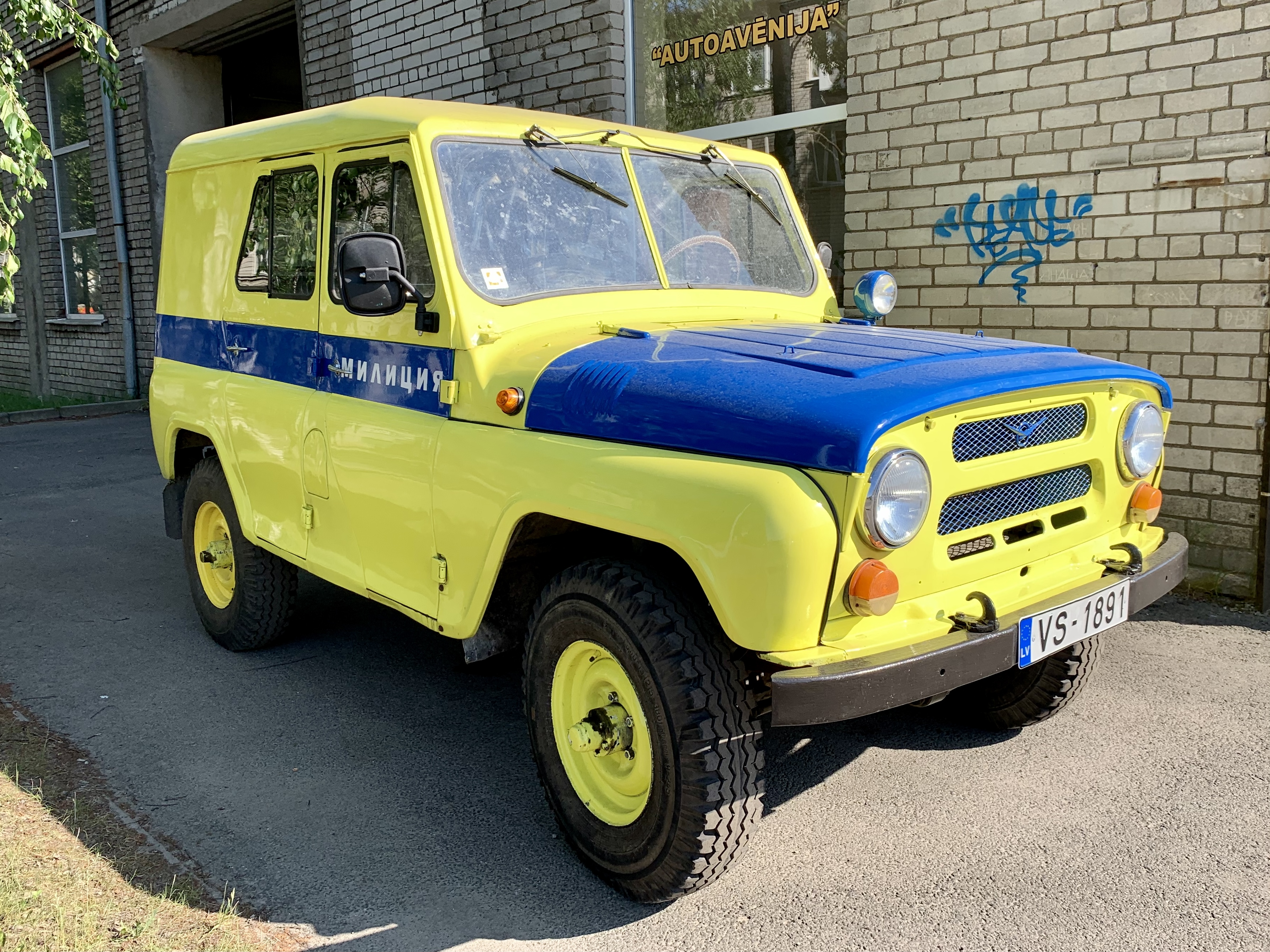
Патрульная милицейская версия УАЗ-469АП

- УАЗ-469 — армейская версия с двухступенчатой главной передачей, бортовыми редукторами и клиренсом в 300 мм, после модернизации 1985 года получила индекс УАЗ-3151.
  - УАЗ-469Б — основная, «гражданская» версия с одноступенчатой главной передачей (бортовые редукторы в мостах отсутствуют) (клиренс = 220 мм), после модернизации 1985 года получила индекс — УАЗ-31512 (с металлическим верхом — УАЗ-31514 и с 2,89-литровым двигателем УМЗ-4218 — УАЗ-31519).
  - УАЗ-469БИ — версия 469Б с экранированным электрооборудованием (например, для Р-403М — радиорелейной приёмопередающей УКВ-радиостанции).
  - УАЗ-469БГ — медицинский, оборудован местами для медперсонала и носилками, после модернизации 1985 года получила индекс УАЗ-3152.
    - УАЗ-469 WZMot-4 — санитарный автомобиль для Войска Польского, полученный путём удлинения корпуса и повышения высоты крыши, производился в Вроцлаве.[6]

  - УАЗ-469РХ — машина радиационно-химической разведки.
  - УАЗ-469АП — патрульная милицейская версия, на которой устанавливалась цельнометаллическая крыша, между задним рядом сидений и «кормовыми» боковыми сиденьями стояла железная решётка, задняя дверь запиралась снаружи на замок, окно в ней было зарешечено.
  - УАЗ-3151 — базовая версия с 1985 года.
    - УАЗ-2315 — грузовой пикап.

В апреле 2006 года Заволжский моторный завод и министерство обороны Кубы подписали договор о покупке пяти дизельных двигателей ЗМЗ-5143 от UAZ «Hunter» (после испытаний которых на Кубе планировалась ремоторизация остальных кубинских УАЗ-469). Начавшийся в 2008 году экономический кризис помешал выполнению этого проекта, но в 2019—2020 годах Минский моторный завод предложил проект ремоторизации УАЗ-469 с установкой 4-цилиндрового дизельного двигателя ММЗ-4DTI. Первый демонстрационный образец был представлен в октябре 2020 года на выставке «БелАгро-2020», первые 100 машин были заказаны для Кубы, в 2021 году они были предложены на экспорт в Россию и другие страны мира.

### Несерийные
- УАЗ-460 — предсерийная версия, снаружи отличался радиаторной решеткой из трех щелей.[источник не указан 298 дней]
- УАЗ-3907 «Ягуар» — автомобиль-амфибия на базе УАЗ-469. На амфибии перед задним мостом установлены два гребных винта.
- УАЗ-Марторелли — вариант УАЗ-469Б, экспортировавшийся в Италию, где автомобиль существенно дорабатывался. Было несколько модификаций:
  - с «родным» бензиновым двигателем УМЗ-451М (2500 см3, 75 л. с.) называлась UAZ-Explorer,
  - с дизелем Peugeot XD2 (2500 см3, 76 л. с.) — UAZ-Marathon,
  - с турбодизелем фирмы Витторио Марторелли VM (2400 см3, 100 л. с.) — UAZ-Dakar,
  - с бензиновым двигателем FIAT (2000 см3, 112 л. с.) — UAZ-Racing

## Спорт
В 1978 году в Сан-Ремо Мартолетти на УАЗ-469 получил награду «Серебряный домкрат» за победу на чемпионате Италии по автокроссу.

## Мировые рекорды
Серийный УАЗ-469 установил мировой рекорд по вместимости легкового автомобиля. Внутри автомобиля разместилось 32 человека. Общая масса пассажиров вместе с водителем составила 1900 кг. УАЗ-469 с полной загрузкой проехал 10 метров, как этого требуют условия установления мирового рекорда. Рекорд был зарегистрирован 2 июня 2010 года Международным агентством рекордов и достижений.

## См. также

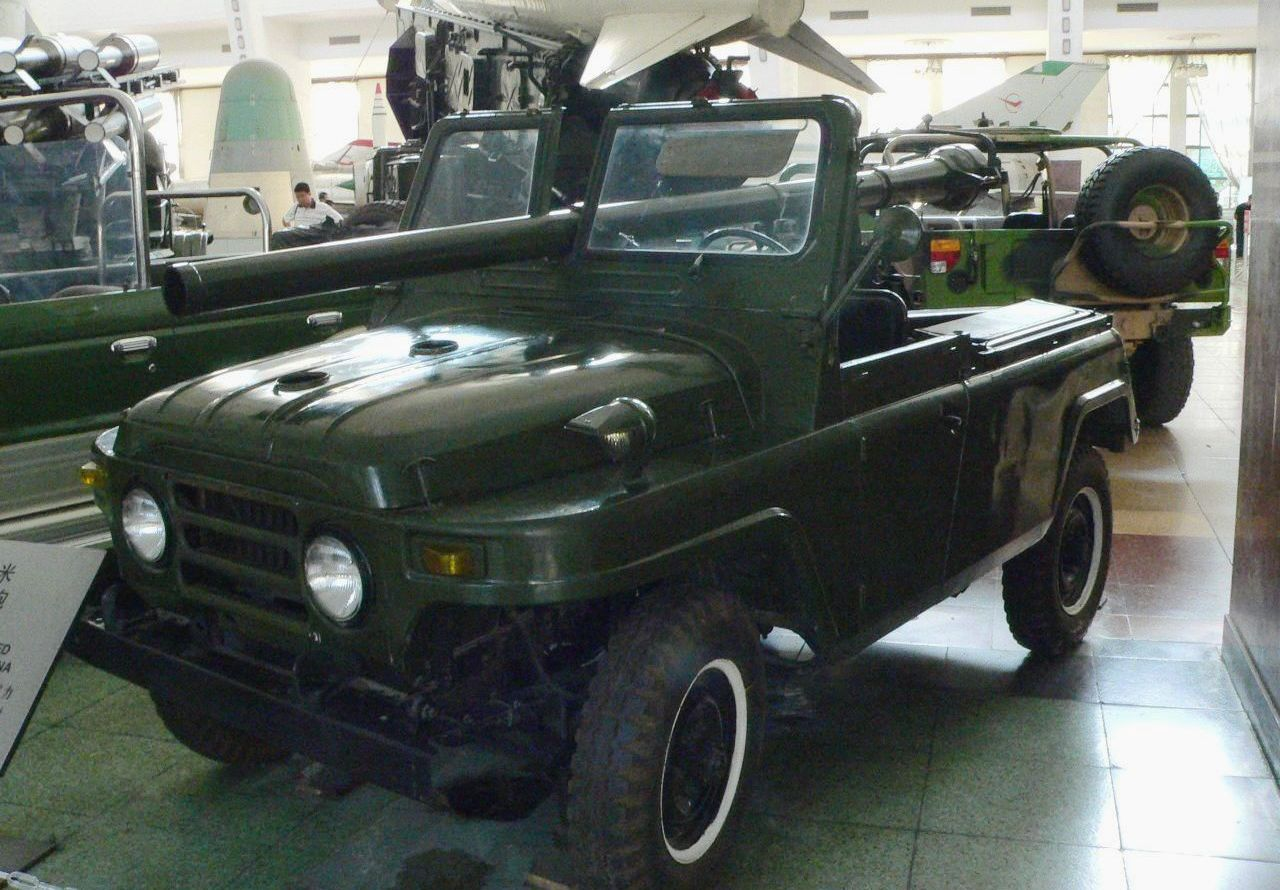
Китайский джип «Бэйцзин» BJ2020S